# Новогреческое Просвещение
Новогреческое Просвещение (греч. Νεοελληνικός Διαφωτισμός) — было идеологическим, литературным, лингвистическим и философским движением, которое представило и адаптировало идеи и ценности европейского Просвещения в Османской империи. Её начало обычно относят к 1770 г., реже к 1750 г., а конец связывают с греческим восстанием 1821 г.

## Исторический контекст
Полувековой период от Пелопоннесского восстания до начала Греческого восстания 1770-1821 годов вошел в историю новогреческой культуры как «эпоха Просвещения». За эти полвека грекоязычное общество пережило большой культурный подъем. Были созданы новые школы в османских и зарубежных греческих общинах, греческая молодежь училась в университетах Италии, Германии, Франции и России. В этот период резко возрос выпуск книг на греческом языке, появились первые греческие газеты и журналы.
Исключительное значение для понимания движения имеют исторические факторы и причины, приведшие к началу процесса. Белградский мирный договор (1739 г.) полностью восстановил территориальный статус-кво Балкан, ранее нарушенный Пожаревацким миром. Пожаревацкий мир сохранил за Османской империей против Венецианской республики греческие земли и острова целиком за счёт ряда неприемлемых уступок вдоль так называемой военной границы.
Правление Махмуда I было последним в истории Османской империи, когда она добилась внешнеполитических успехов. Это также переломный момент для Европы, когда началась война за австрийское наследство, за которой последовала дипломатическая революция. Это время, когда к главе России приходит Елизавета Петровна. Эти события, хотя и с запозданием, нашли отражение в османском обществе с начала 1750-х гг.
В конце правления султана Махмуда I вокруг кафедры Вселенского Патриарха началась битва, инициированная Кириллом V (Константинопольским Патриархом), который был уроженцем Пелопоннеса. Будущий патриарх при жизни был венецианским пленником. Кирилл вел крайне крайнюю и формалистическую антикатолическую духовную политику в то время, когда повсюду проникали идеи Просвещения и было положено начало новому либеральному течению среди европейских монархических дворов — просвещённому абсолютизму.
В контексте последнего Кирилл V инициировал создание Афонской академии, пытаясь соединить новоевропейские идеи с традиционным православием для образовательных и церковных нужд. 
ЕвгениЙ Вулгарис и др. просветители вызвали лингвистическийо раскол, называемый греческой диглоссией.